# Ladislav Hecht
Pour les articles homonymes, voir Hecht.

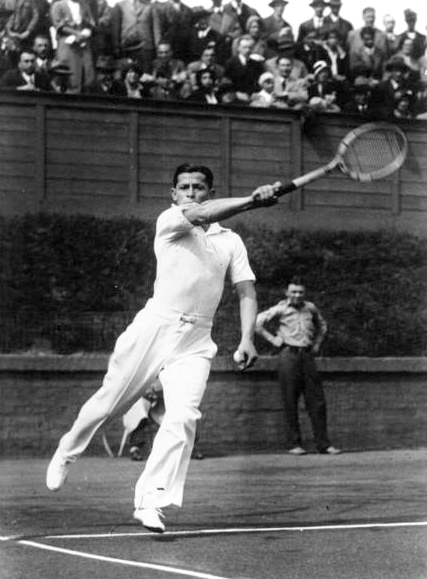
Ladislav Hecht

Ladislav Hecht est un ancien joueur tchécoslovaque de tennis né à Žilina en (haute) Hongrie (aujourd'hui en Slovaquie) le 31 août 1909 et décédé à New York dans le Queens le 27 mai 2004.

## Biographie
À 11 ans il lit un manuel de tennis et s'entraine 3 heures par jour contre un mur. Aussi fort en revers qu'en coup droit, il utilise souvent le lob ou l'amortie.
Un responsable du tennis ignorant son origine juive lui propose de jouer pour l'équipe allemande de Coupe Davis, ce qu'il déclina.
Il fuit la Tchécoslovaquie en 1939 à la suite de son annexion par les Nazis en 1939 et s'installe aux États-Unis où il travaille pendant la guerre dans une usine de munitions.
Il a deux enfants Timothy et Andrew et un petit-fils Nikos.
Il a créé une entreprise de jouet et de pinceau.
Il devient Américain.
Il a joué au tennis jusqu'à 80 ans et a été invité dans la loge royal de Wimbledon avec les honneurs 46 ans après son quart de finale de 1938.
Il a été honoré en 1996 par la ville de Bratislava, un stade multi-sport porte son nom.
Il est introduit à l'International Jewish Sports Hall of Fame en 2005.

## Carrière
Il remporte le German Championship et le premier Maccabiah Games de Tel Aviv en 1932 ainsi que le tournoi de Brooklyn en 1947.
Il atteint plusieurs finales : Italian Championship deux fois, Cannes Carlton 1931, Czechoslovakian international championships 1933 et 1938, Englewood Invitation 1939, New York State Championships 1941, New Jersey state championships 1942.
Il compte des victoires sur Bobby Riggs, Fred Perry et Jack Crawford et il a joué contre les rois de Suède et du Danemark.
Il joue pour la Tchécoslovaquie en Coupe Davis de 1931 à 1938.
Il joue dans des tournois du Grand Chelem de 1931 à 1954.
Quart de finaliste au tournoi de Wimbledon en 1938 (défaite contre Henner Henkel).
En 1942 Pancho Segura lui inflige un 6-0, 6-0, 6-0